# 331 v. Chr.
Portal Geschichte | Portal Biografien | Aktuelle Ereignisse | Jahreskalender | Tagesartikel

◄ |
5. Jahrhundert v. Chr. |
4. Jahrhundert v. Chr. |
3. Jahrhundert v. Chr. |
►

◄ | 350er v. Chr. | 340er v. Chr. | 330er v. Chr. | 320er v. Chr. |
310er v. Chr. |
►

◄◄ | ◄ | 334 v. Chr. | 333 v. Chr. | 332 v. Chr. | 331 v. Chr. |
330 v. Chr. |
329 v. Chr. |
328 v. Chr. |
► |
►►

## Ereignisse

### Alexanderzug und -reich
- Alexander der Große unterwirft Syrien, Ägypten und Armenien.
- Januar: Gründung Alexandrias
- Krönung Alexanders in Memphis als Nachfolger der Pharaonen

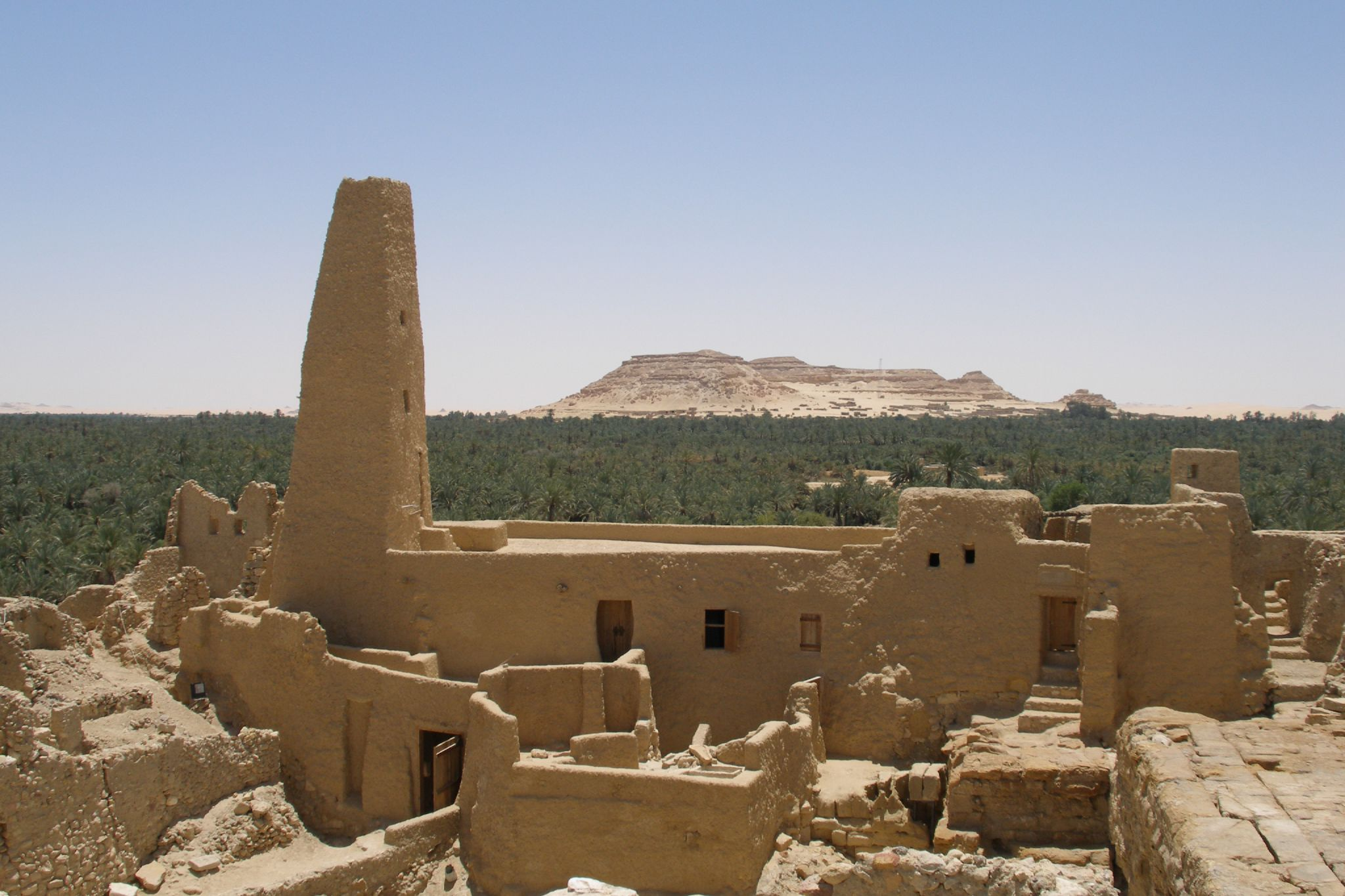
Tempel des Amun-Orakels

- März: Zug Alexanders zum Amun-Orakel der Oase Siwa
- 20. September: Alexander der Große überschreitet bei seinem Feldzug zur Eroberung des Perserreichs den Tigris. In der Nacht ereignet sich eine Mondfinsternis, die von den Persern als böses Omen wahrgenommen wird.
- 1. Oktober: Alexander der Große vernichtet in der Schlacht von Gaugamela das persische Heer. Als Folge muss der persische König Dareios III. Richtung Ekbatana fliehen. Sein Verbündeter, der König von Armenien Vahe Haykazuni, flüchtet nicht und fällt in dieser Schlacht. Ende des Jahres zieht Alexander in Babylon ein.

### Griechenland
- Sommer: Die Spartaner unter Agis III. besiegen den makedonischen Feldherrn Korrhagos und belagern anschließend Megalopolis.
- Herbst: Schlacht von Megalopolis: Die Makedonier unter Antipatros schlagen den Aufstand der Spartaner nieder. Deren König Agis III. fällt im Kampf; sein Nachfolger, Eudamidas I., ist wieder ganz von Makedonien abhängig.
- Alexander I., König von Epirus, kommt bei einem Gefecht gegen Lukaner und Bruttier bei Pandosia nahe Cosenza ums Leben; die Stadt Tarent hat ihn, von den italischen Stämmen bedrängt, zu Hilfe gerufen.

## Geboren
- um 331 v. Chr.: Kleanthes, griechischer Philosoph der Stoa († um 232 v. Chr.)

## Gestorben
- 1. Oktober: Vahe, König von Armenien (* um 351 v. Chr.)
- Alexander I., König von Epiros (* um 370 v. Chr.)
- Arybbas, Leibwächter von Alexander dem Großen
- 331 oder 330 v. Chr.: Agis III., König von Sparta (* um 400 v. Chr.)
- 331 oder 332 v. Chr.: Pnytagoras, König des Stadtstaates Salamis auf Zypern